# Czerna (powiat krakowski)

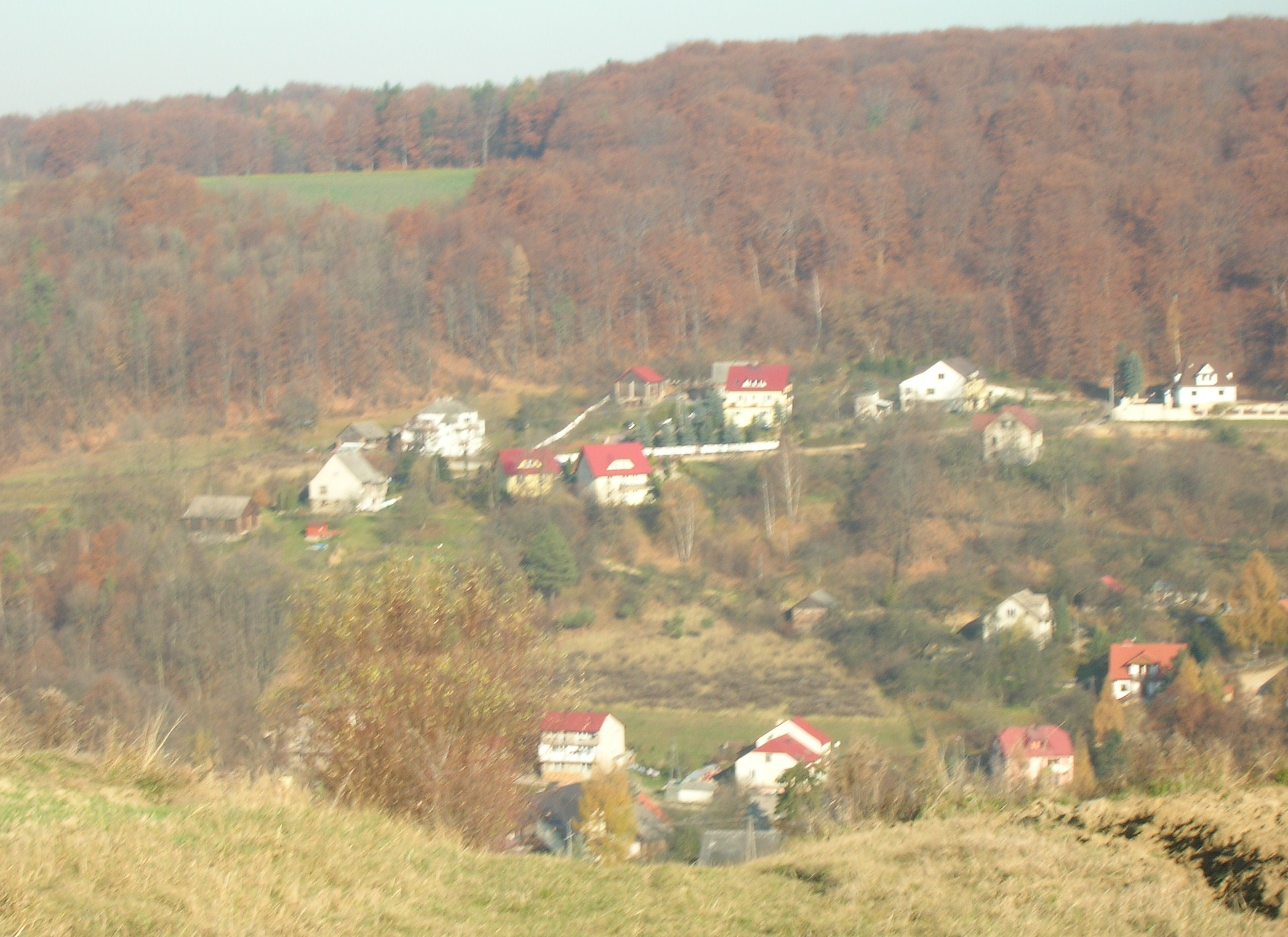
Widok na środkową część Doliny Czernki

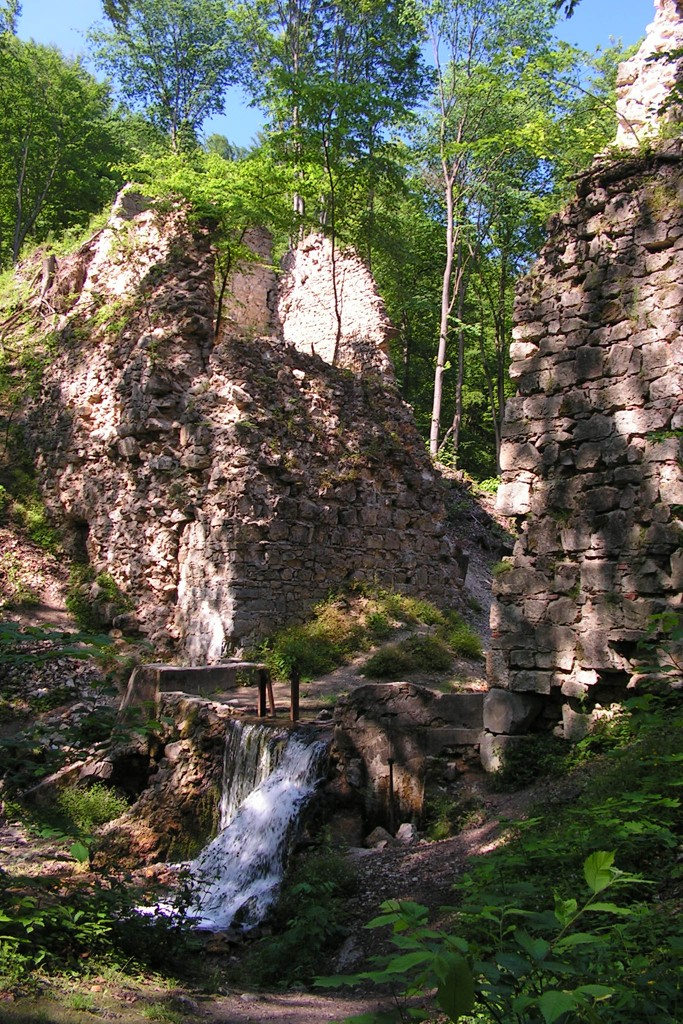
Ruiny Diabelskiego Mostu w Dolinie Eliaszówki

Czerna – wieś w Polsce. położona w województwie małopolskim, w powiecie krakowskim, w gminie Krzeszowice.
W 1595 roku wieś Czermna położona w powiecie proszowskim województwa krakowskiego była własnością wojewodziców krakowskich: Gabriela, Andrzeja i Jana Magnusa Tęczyńskich. Wieś wchodziła w 1662 roku w skład hrabstwa tęczyńskiego Łukasza Opalińskiego.
W latach 1899–1901 Kazimierz Siemaszko wybudował w Czernej zakład dla chłopców, który w okresie międzywojennym został rozbudowany oraz poszerzony o szkołę podstawową i elektrownię wodną. Od 1944 r. stacjonowali w nim żołnierze niemieccy, a następnie sowieccy, którzy obiekt całkowicie zdewastowali. W 1950 r. zakład został zlikwidowany przez władze państwowe. W 1984 r. w jego obiektach powstał dom pomocy społecznej.
W latach 1954–1960 wieś należała i była siedzibą władz gromady Czerna, po jej zniesieniu w gromadzie Krzeszowice. W latach 1975–1998 miejscowość administracyjnie należała do województwa krakowskiego.
W Czernej mieści się:
- Szkoła Podstawowa im. mjra Józefa Ryłko[8],
- Dom Rekolekcyjny Sióstr Karmelitanek Dzieciątka Jezus[9],
- Dom Pomocy Społecznej[10],
- Ochotnicza Straż Pożarna[11].

## Integralne części wsi
| SIMC    | Nazwa   | Rodzaj    |
| ------- | ------- | --------- |
| 0324100 | Marmur  | część wsi |
| 0324116 | Wzgórze | część wsi |

## Zabytki
Obiekt wpisany do rejestru zabytków nieruchomych województwa małopolskiego.
- zespół klasztorny OO. Karmelitów: kościół pw. św. Eliasza, klasztor, całe otoczenie w obrębie „Wielkiej Klauzury”.

### Inne
- Ruiny arkadowego mostu eremickiego

## Turystyka
Miejscowość położona jest na Wyżynie Olkuskiej wchodzącej w skład Jury Krakowsko-Częstochowskiej. Ze względu na piękno krajobrazu i walory przyrodnicze tereny te włączone zostały do obszaru chronionego Parku Krajobrazowego Dolinki Krakowskie obfitującego w liczne doliny będące popularnym miejscem turystyki i rekreacji. Miejscowość znajduje się w Dolinie Czernki i u wylotu Doliny Eliaszówki, w której utworzono rezerwat przyrody Dolina Eliaszówki. Na terenie rezerwatu wypływa m.in. Źródło proroka Eliasza. Czerna leży w pobliżu rozległych lasów iglastych i mieszanych. W grudniu 2000 r. wieś została wyróżniona przez czytelników Gazety Krakowskiej jako wieś o wielkich walorach turystycznych i otrzymała prawo oficjalnego używania godła „Polska”. Na terenie wsi znajduje się obszar Natura 2000 jako projektowany specjalny obszar ochrony siedlisk, aktualnie obszar mający znaczenie dla Wspólnoty o powierzchni 76,4 ha. Utworzony został w celu ochrony kolonii rozrodczej podkowca małego.

## Dawne kopalnie
Z 1556 r. pochodzi najstarsza wzmianka o górnictwie srebronośnych rud ołowiu we wsi. W XIX w. powstały kopalnie galmanu Józef, Rudolf i Sylwester. W 1857 r. w pobliżu powstała kopalnia galmanu Wandel o głębokości szybu 30 m. Dla zwiększenia wydobycia wykopano szyb Antoni, który znajdował się na północ od klasztoru. Następnie w 1914 r. powstało Gwarectwo Rudy Żelaza i Węgla Kamiennego Czerna. Ruda dawała 40–52% żelaza. Dowożono ją do śląskiej huty Pokój.